# Thanatosdrakon amaru
Thanatosdrakon (IPA: [θænətɒsdrɑːkɒn]) (que significa 'dragón de la muerte'), es un género de pterosaurio quetzalcoatlinae de la Formación Plottier del Cretácico Superior (Coniaciense Superior-Santoniense Inferior) de la Cuenca Neuquina en el oeste de Argentina (cordillera de los Andes). El nombre del género se deriva de las palabras griegas thanatos (=muerte) y drakon (=dragón), mientras que el nombre específico es una palabra quechua que significa 'serpiente voladora' y se refiere a la deidad inca Amaru. La especie tipo y única es Thanatosdrakon amaru, conocida a partir de dos especímenes que consisten en varios huesos axiales y apendiculares bien conservados, incluido material no descrito previamente en azdárquidos gigantes (por ejemplo, notario completo, vértebras dorsosacras y vértebras caudales). Thanatosdrakon es uno de los miembros más antiguos conocidos de Quetzalcoatlinae. T. amaru vivió hace entre 90 y 86 millones de años.

## Descripción
Thanatosdrakon se conoce a partir de dos especímenes: el holotipo, UNCUYO-LD 307, un esqueleto poscraneal parcial, y el paratipo, UNCUYO-LD 350, un húmero izquierdo completo. El espécimen holotipo tiene una envergadura de aproximadamente ~7 metros (23 pies), lo que sugiere una envergadura de aproximadamente 9 metros (30 pies) para el paratipo, lo que convierte a Thanatosdrakon en el pterosaurio más grande conocido de Sudamérica. La especie está representada por varios huesos axiales y apendiculares en tres dimensiones. Los huesos están bien conservados.

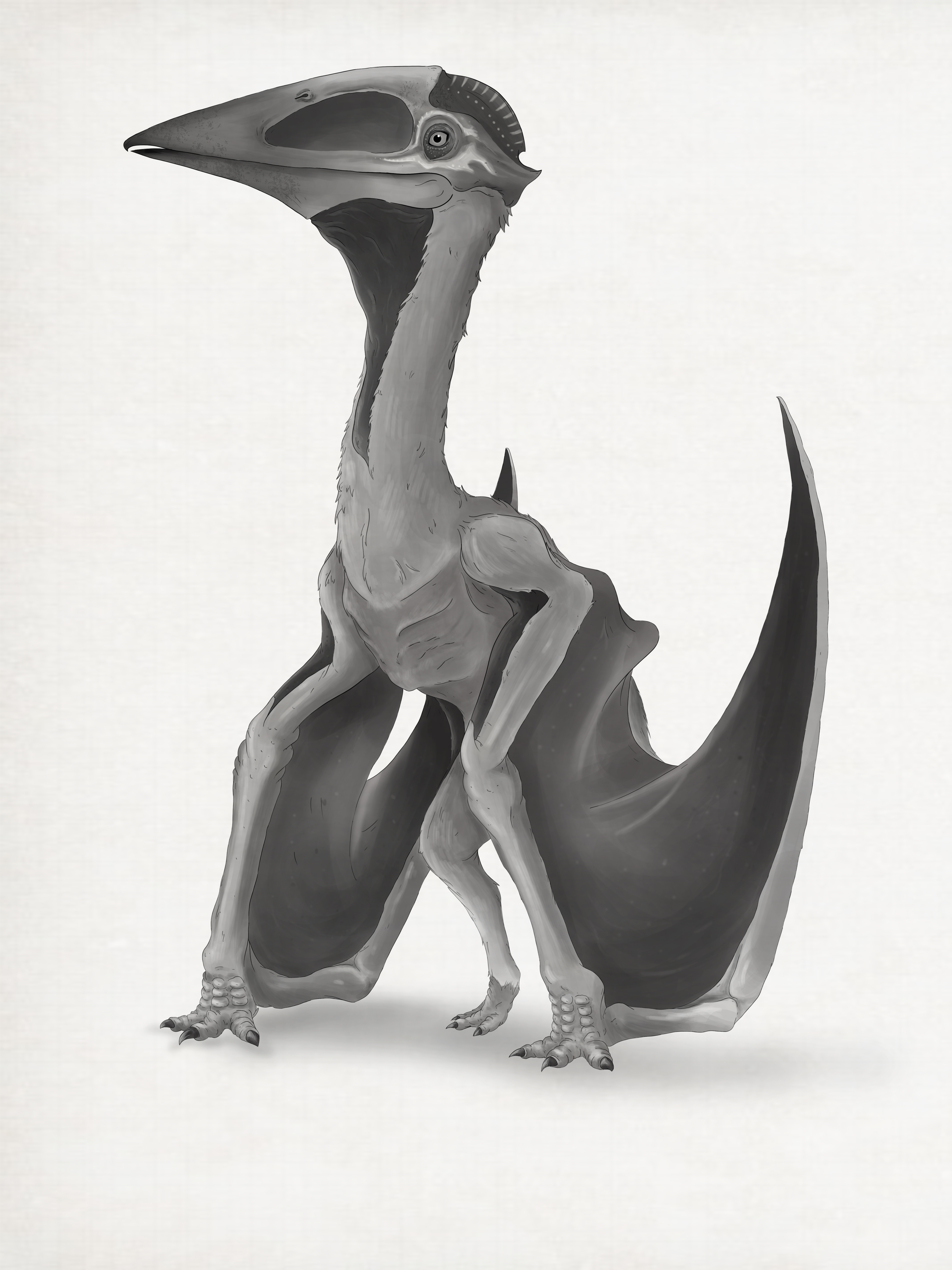
Representación hipotética

## Clasificación
Ortiz David et al., (2022) recuperaron Thanatosdrakon en la subfamilia Quetzalcoatlinae de Azhdarchidae, como un taxón hermano de Quetzalcoatlus en un clado con Cryodrakon en un análisis filogenético. Sus resultados se muestran a continuación:
|  | Hatzegopteryx |
|  |               |
|  | Albadraco     |
|  |               |

|  | Arambourgiania                                                 |
|  |                                                                |
|  | \| \| Aerotitan \| \| \| \| \| \| Mistralazhdarcho \| \| \| \| |
|  |                                                                |
|  | Aerotitan                                                      |
|  |                                                                |
|  | Mistralazhdarcho                                               |
|  |                                                                |

|  | Aerotitan        |
|  |                  |
|  | Mistralazhdarcho |
|  |                  |

|  | Hatzegopteryx |
|  |               |
|  | Albadraco     |
|  |               |

|  | Arambourgiania                                                 |
|  |                                                                |
|  | \| \| Aerotitan \| \| \| \| \| \| Mistralazhdarcho \| \| \| \| |
|  |                                                                |
|  | Aerotitan                                                      |
|  |                                                                |
|  | Mistralazhdarcho                                               |
|  |                                                                |

|  | Aerotitan        |
|  |                  |
|  | Mistralazhdarcho |
|  |                  |

|  | Thanatosdrakon                   |
|  |                                  |
|  | \| \| Quetzalcoatlus \| \| \| \| |
|  |                                  |
|  | Quetzalcoatlus                   |
|  |                                  |

|  | Quetzalcoatlus |
|  |                |

|  | Thanatosdrakon                   |
|  |                                  |
|  | \| \| Quetzalcoatlus \| \| \| \| |
|  |                                  |
|  | Quetzalcoatlus                   |
|  |                                  |

|  | Quetzalcoatlus |
|  |                |

|  | Hatzegopteryx |
|  |               |
|  | Albadraco     |
|  |               |

|  | Arambourgiania                                                 |
|  |                                                                |
|  | \| \| Aerotitan \| \| \| \| \| \| Mistralazhdarcho \| \| \| \| |
|  |                                                                |
|  | Aerotitan                                                      |
|  |                                                                |
|  | Mistralazhdarcho                                               |
|  |                                                                |

|  | Aerotitan        |
|  |                  |
|  | Mistralazhdarcho |
|  |                  |

|  | Hatzegopteryx |
|  |               |
|  | Albadraco     |
|  |               |

|  | Arambourgiania                                                 |
|  |                                                                |
|  | \| \| Aerotitan \| \| \| \| \| \| Mistralazhdarcho \| \| \| \| |
|  |                                                                |
|  | Aerotitan                                                      |
|  |                                                                |
|  | Mistralazhdarcho                                               |
|  |                                                                |

|  | Aerotitan        |
|  |                  |
|  | Mistralazhdarcho |
|  |                  |

|  | Thanatosdrakon                   |
|  |                                  |
|  | \| \| Quetzalcoatlus \| \| \| \| |
|  |                                  |
|  | Quetzalcoatlus                   |
|  |                                  |

|  | Quetzalcoatlus |
|  |                |

|  | Thanatosdrakon                   |
|  |                                  |
|  | \| \| Quetzalcoatlus \| \| \| \| |
|  |                                  |
|  | Quetzalcoatlus                   |
|  |                                  |

|  | Quetzalcoatlus |
|  |                |

## Paleoecología
Thanatosdrakon se conoce de los niveles más altos de la Formación Plottier, que representa una llanura aluvial con ríos efímeros y consta de lutita, limolita, arcilla y arenisca, lo que sugiere que vivió en un ambiente continental creado por los ríos errantes de bajo gradiente que establecieron depósitos aluviales a través de la formación.
Fue contemporáneo de un abelisáurido indeterminado, celurosaurio basal, unenlaguino, aeolosaurino, saltasaurido y ornitópodo, así como de los titanosaurios litostrocianos Antarctosaurus giganteus, Notocolossus, y Petrobrasaurus. Los taxones no dinosaurios de la formación incluyen bivalvos de agua dulce, un crocodiliforme indeterminado y un mesoeucrocodiliano, las tortugas quélidos Linderochelys y Rionegrochelys, y al menos un mamífero indeterminado. Los icnotaxas consisten en el icnogénero de madriguera Scoyenia sp., y el icnogénero de insectos Taenidium sp.